# 蒙蒂普雷
蒙蒂普雷（法語：Montipouret，法語發音：[mɔ̃tipuʁɛ]）是法国安德尔省的一个市镇，属于拉沙特尔区。

## 地理
蒙蒂普雷（46°38'58"N, 1°54'1"E）面积27.89 平方千米，位于法国中央-卢瓦尔河谷大区安德尔省，该省份为法国中部省份，北起卢瓦-谢尔省，西北接安德尔-卢瓦尔省，西南接维埃纳省，南至克勒兹省和上维埃纳省，东临谢尔省。
与蒙蒂普雷接壤的市镇（或旧市镇、城区）包括：安德尔河畔梅尔、诺昂-维克、圣阿乌、圣沙尔捷、萨尔宰、特朗佐。

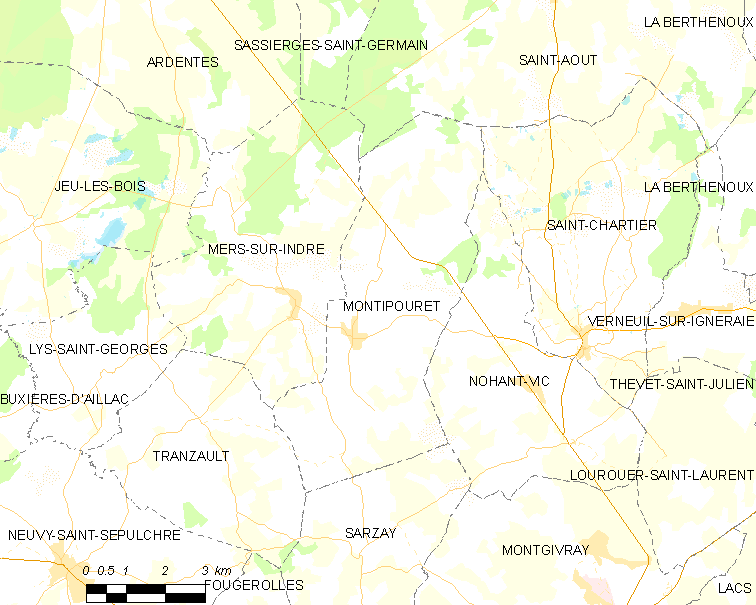
蒙蒂普雷的OSM定位图

蒙蒂普雷的时区为UTC+01:00、UTC+02:00（夏令时）。

## 行政
蒙蒂普雷的邮政编码为36230，INSEE市镇编码为36129。

## 政治
蒙蒂普雷所属的省级选区为讷维圣塞皮尔克县。

## 人口

1962-2008年间蒙蒂普雷人口变化图示

蒙蒂普雷于2022年1月1日时的人口数量为611人。